# 迪爾菲爾德鎮區 (明尼蘇達州斯蒂爾縣)
迪爾菲爾德鎮區（英語：Deerfield Township）是位於美國明尼蘇達州斯蒂爾縣的一個行政鎮區，於1858年設立。

## 地方資料
迪爾菲爾德鎮區的面積為92.93平方千米，當中陸地面積為91.98平方千米，而水域面積為0.95平方千米。根據2020年美國人口普查的數據，當地共有人口542人，而人口密度為每平方千米5.83人。